# Innocent V
Pour les articles homonymes, voir Innocent et Pierre de Tarentaise.
Pierre de Tarentaise (v. 1225 – 22 juin 1276, Rome) élu le 185e pape de l’Église catholique le 21 janvier 1276 sous le nom d'Innocent V.

## Biographie

### Controverse sur son lieu de naissance
Longtemps considéré comme originaire de la vallée de la Tarentaise, dans le comté de Savoie, des historiens affirment que Pierre de Tarentaise n’est pas savoyard. Il serait né à Tarentaise en Bas-Forez (prieuré dépendant de l’abbaye de Valbenoîte).
L'abbé Besson (XVIIIe siècle) rappelait que ce Pierre de Tarentaise était aussi traditionnellement appelé Pierre de Champagnon (Petrus de Campagniaco), corruption du patronyme Champagny, et en déduisait donc qu'il était originaire de la paroisse de Champagny en vallée de la Tarentaise. Plus précisément, on le dit né au hameau de Friburge. D'autres auteurs l'ont fait naître dans le bourg de Moûtiers ou ses environs. Ces affirmations seront reprises et diffusées par les différents érudits ou historiens savoyards, notamment Jules Philippe et son ouvrage Les Gloires de la Savoie (1863) où l'article consacré au pape réaffirme cette origine savoisienne (p. 30). En 1943, lors de la canonisation, l'évêque de Maurienne, Auguste Grumel, revendique l'origine savoyarde du pape.
D'autres documents l'ont fait naître au village d'Écours, sur la commune de La Salle, en Vallée d'Aoste. D'ailleurs, une rue à Aoste porte le nom du Pape. Mais ces documents seront rejetés lors de la béatification du pontife,,.

### Carrière religieuse
Pierre de Tarentaise rejoint l'ordre dominicain à l'âge de 16 ans. Il étudie la théologie au collège de Sorbonne auprès de Thomas d'Aquin. Il devient ensuite professeur dans cette université. Sa renommée est telle qu'il gagne le titre de « doctor famosissimus » (« le plus célèbre des docteurs »).
En 1272, lors du concile de Lyon, après avoir occupé le poste de provincial, Pierre de Tarentaise est consacré à Vienne, archevêque de Lyon, et donc primat des Gaules, par le pape Grégoire X,.  
En 1273, Pierre de Tarentaise est promu au rang de cardinal-évêque d'Ostie. Il joue un rôle majeur au deuxième concile de Lyon et prononce l'oraison funèbre de saint Bonaventure. Il officie, en 1274, à la cérémonie de baptême des membres de l'ambassade du khan mongol (ilkhan) Abaqa,.

### Pontificat
Le 21 janvier 1276, après la mort de Grégoire X, Pierre de Tarentaise est élu pape lors du conclave de janvier 1276. Il prend le nom d'Innocent V. Il meurt cinq mois plus tard,.
Pendant son court pontificat, il a le temps d'apaiser la querelle entre guelfes et gibelins en Italie, il parvient à pacifier Pise avec les autres villes toscanes et Gênes avec Charles d'Anjou. 
Il adopte une politique de fermeté à l'égard du roi des Romains Rodolphe de Habsbourg, qui ne tient pas ses promesses faites à Grégoire X de partir en croisade et de ne pas s'approprier les possessions de l'Église romaine en Italie (en particulier en Romagne). Innocent V exige le respect de ses engagements avant tout couronnement impérial à Rome.

### Mort et sépulture
Innocent V meurt le 22 juin 1276, à Rome. Il est inhumé en la basilique Saint-Jean-de-Latran, mais son tombeau a été détruit lors d'un tremblement de terre au XVIIIe siècle.
Après sa mort, le peuple le vénéra comme saint et Léon XIII le proclama bienheureux en 1898,.  Il est qualifié de « Concionator Gallus » dans la prophétie de saint Malachie.

## Œuvre
Il laissa plusieurs traités de théologie et de droit canonique, parmi lesquels un Commentaire sur les Sentences de Pierre Lombard (imprimé en 1652), et quatre traités philosophiques : De unitate formæ, De materia cæli, De æternitate mundi, De intellectu et voluntate.